# Cory Cross
Pour les articles homonymes, voir Cross.
Cory Cross (né le 3 janvier 1971 à Lloydminster dans la province d'Alberta au Canada) est un joueur professionnel canadien de hockey sur glace. Il évoluait au poste de défenseur.

## Biographie
Il est choisi par le Lightning de Tampa Bay au premier rang du repêchage supplémentaire de la Ligue nationale de hockey en 1992 alors qu'il jouait pour l'Université de l'Alberta. Il passe professionnel lors de la saison 1992-1993 avec les Knights d'Atlanta de la Ligue internationale de hockey puis fait ses débuts dans la LNH avec le Lightning en avril 1994, vers la fin de la saison 1993-1994.
Au cours de sa carrière dans la LNH, il joua également pour les Maple Leafs de Toronto, les Rangers de New York, les Oilers d'Edmonton, les Penguins de Pittsburgh puis les Red Wings de Détroit. En juillet 2006, il signe avec les Hamburg Freezers qui évoluent en Allemagne et joue sa dernière saison professionnelle avec cette équipe, en 2006-2007.
Il a porté les couleurs du Canada au niveau international. Il a joué le championnat du monde trois fois et a gagné la médaille d'or avec l'équipe canadienne en 1997 ainsi qu'en 2003.
En 2009, il devient l'entraîneur-chef de l'équipe de hockey des Dinos de l'Université de Calgary avant de devenir adjoint de cette même équipe pour les trois saisons suivantes. En 2013-2014, il a été l'entraîneur adjoint des Warriors de West Kelowna de la Ligue de hockey de la Colombie-Britannique.

## Statistiques

### En club
| Saison     | Équipe                  | Ligue      |     | Saison régulière | Saison régulière | Saison régulière | Saison régulière | Saison régulière |   | Séries éliminatoires | Séries éliminatoires | Séries éliminatoires | Séries éliminatoires | Séries éliminatoires |
| Saison     | Équipe                  | Ligue      | PJ  | B                | A                | Pts              | Pun              | PJ               | B | A                    | Pts                  | Pun                  |                      |                      |
| 1990-1991  | Université de l'Alberta | CIAU       | 20  | 2                | 5                | 7                | 16               | -                | - | -                    | -                    | -                    |                      |                      |
| 1991-1992  | Université de l'Alberta | CIAU       | 41  | 4                | 11               | 15               | 82               | -                | - | -                    | -                    | -                    |                      |                      |
| 1992-1993  | Université de l'Alberta | CIAU       | 44  | 11               | 28               | 39               | 107              | -                | - | -                    | -                    | -                    |                      |                      |
| 1992-1993  | Knights d'Atlanta       | LIH        | 7   | 0                | 1                | 1                | 2                | 4                | 0 | 0                    | 0                    | 6                    |                      |                      |
| 1993-1994  | Knights d'Atlanta       | LIH        | 70  | 4                | 14               | 18               | 72               | 9                | 1 | 2                    | 3                    | 14                   |                      |                      |
| 1993-1994  | Lightning de Tampa Bay  | LNH        | 5   | 0                | 0                | 0                | 6                | -                | - | -                    | -                    | -                    |                      |                      |
| 1994-1995  | Knights d'Atlanta       | LIH        | 41  | 5                | 10               | 15               | 67               | -                | - | -                    | -                    | -                    |                      |                      |
| 1994-1995  | Lightning de Tampa Bay  | LNH        | 43  | 1                | 5                | 6                | 41               | -                | - | -                    | -                    | -                    |                      |                      |
| 1995-1996  | Lightning de Tampa Bay  | LNH        | 75  | 2                | 14               | 16               | 66               | 6                | 0 | 0                    | 0                    | 22                   |                      |                      |
| 1996-1997  | Lightning de Tampa Bay  | LNH        | 72  | 4                | 5                | 9                | 95               | -                | - | -                    | -                    | -                    |                      |                      |
| 1997-1998  | Lightning de Tampa Bay  | LNH        | 74  | 3                | 6                | 9                | 77               | -                | - | -                    | -                    | -                    |                      |                      |
| 1998-1999  | Lightning de Tampa Bay  | LNH        | 67  | 2                | 16               | 18               | 92               | -                | - | -                    | -                    | -                    |                      |                      |
| 1999-2000  | Maple Leafs de Toronto  | LNH        | 71  | 4                | 11               | 15               | 64               | 12               | 0 | 2                    | 2                    | 2                    |                      |                      |
| 2000-2001  | Maple Leafs de Toronto  | LNH        | 41  | 3                | 5                | 8                | 50               | 11               | 2 | 1                    | 3                    | 10                   |                      |                      |
| 2001-2002  | Maple Leafs de Toronto  | LNH        | 50  | 3                | 9                | 12               | 54               | 12               | 0 | 0                    | 0                    | 8                    |                      |                      |
| 2002-2003  | Wolf Pack de Hartford   | LAH        | 2   | 0                | 0                | 0                | 2                | -                | - | -                    | -                    | -                    |                      |                      |
| 2002-2003  | Rangers de New York     | LNH        | 26  | 0                | 4                | 4                | 16               | -                | - | -                    | -                    | -                    |                      |                      |
| 2002-2003  | Oilers d'Edmonton       | LNH        | 11  | 2                | 3                | 5                | 8                | 6                | 0 | 1                    | 1                    | 20                   |                      |                      |
| 2003-2004  | Oilers d'Edmonton       | LNH        | 68  | 7                | 14               | 21               | 56               | -                | - | -                    | -                    | -                    |                      |                      |
| 2005-2006  | Oilers d'Edmonton       | LNH        | 34  | 2                | 3                | 5                | 38               | -                | - | -                    | -                    | -                    |                      |                      |
| 2005-2006  | Penguins de Pittsburgh  | LNH        | 6   | 0                | 1                | 1                | 6                | -                | - | -                    | -                    | -                    |                      |                      |
| 2005-2006  | Red Wings de Détroit    | LNH        | 16  | 1                | 1                | 2                | 15               | -                | - | -                    | -                    | -                    |                      |                      |
| 2006-2007  | Hamburg Freezers        | DEL        | 48  | 2                | 7                | 9                | 190              | 7                | 2 | 2                    | 4                    | 32                   |                      |                      |
| Totaux LNH | Totaux LNH              | Totaux LNH | 659 | 34               | 97               | 131              | 684              | 47               | 2 | 4                    | 6                    | 62                   |                      |                      |

### En équipe nationale
Il a représenté le Canada au niveau international.
| Année | Compétition          |    | PJ | B | A | Pts | Pun           |  | Résultat |
| 1997  | Championnat du monde | 11 | 0  | 2 | 2 | 49  | Médaille d'or |  |          |
| 1998  | Championnat du monde | 6  | 1  | 0 | 1 | 2   | 6e place      |  |          |
| 2003  | Championnat du monde | 8  | 1  | 2 | 3 | 4   | Médaille d'or |  |          |

## Trophées et honneurs personnels
- 1993-1994 : champion de la Coupe Turner avec les Knights d'Atlanta.
- 1998 : champion du monde avec l'équipe du Canada.
- 2003 : champion du monde avec l'équipe du Canada.

## Transactions en carrière
- 20 juin 1992 : repêché par le Lightning de Tampa Bay au premier rang lors du tour supplémentaire au repêchage d'entrée de la Ligue nationale de hockey.
- 1er octobre 1999 : échangé par le Lightning aux Maple Leafs de Toronto avec un choix de septième tour au repêchage de 2001 (Ivan Kolozvary) contre Fredrik Modin.
- 17 décembre 2002 : signe en tant qu'agent libre avec les Rangers de New York.
- 11 mars 2003 : échangé par les Rangers aux Oilers d'Edmonton avec Radek Dvořák contre Anson Carter et Aleš Píša.
- 26 janvier 2006 : échangé par les Oilers aux Penguins de Pittsburgh avec Jani Rita contre Dick Tärnström
- 9 mars 2006 : échangé par les Penguins aux Red Wings de Détroit contre un choix de quatrième tour au repêchage de 2007.
- 25 juillet 2006 : signe en tant qu'agent libre avec les Hamburg Freezers (DEL).